# Starosilți, Korostîșiv
Starosilți (în ucraineană Старосільці) este localitatea de reședință a comunei Starosilți din raionul Korostîșiv, regiunea Jîtomîr, Ucraina.

## Demografie
Componența lingvistică a localității Starosilți
     Ucraineană (96,75%)
     Rusă (1,95%)
     Română (1,04%)
     Alte limbi (0,26%)
Conform recensământului din 2001, majoritatea populației localității Starosilți era vorbitoare de ucraineană (96,75%), existând în minoritate și vorbitori de rusă (1,95%) și română (1,04%).